# فریدریش شاتکی
فریدریش هرمان شاتکی (زاده ۲۴ ژوئیه ۱۸۵۱ – درگذشته ۱۲ اوت ۱۹۳۵) یک ریاضی‌دان آلمانی و پژوهشگر در زمینه توابع بیضوی، آبلی و تتا بود که گروه‌های شاتکی و قضیه شاتکی را معرفی کرد.